# Ruginoasa (okręg Ardżesz)
Ruginoasa – wieś w Rumunii, w okręgu Ardżesz, w gminie Valea Iașului. W 2011 roku pozostawała niezamieszkana.